# Charles Blount, 1. Earl of Devonshire

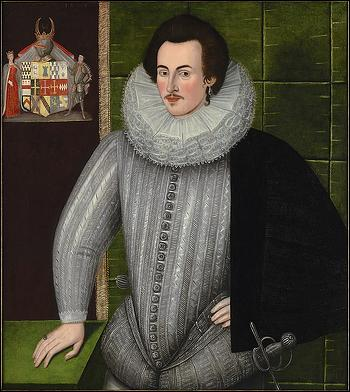
Charles Blount, um 1594

Charles Blount, 1. Earl of Devonshire, 8. Baron Mountjoy KG (* 1563; † 3. April 1606 in London) war ein englischer Staatsmann und von 1600 bis 1606 Vizekönig von Irland.

## Leben
Er war der jüngere Sohn des James Blount, 6. Baron Mountjoy, aus dessen Ehe mit Catherine Leigh.
1584 war er als Abgeordneter für das Borough St. Ives in Cornwall sowie 1586 und 1593 für das Borough Bere Alston in Devon Mitglied des englischen House of Commons. Beim kinderlosen Tod seines älteren Bruders William Blount, 7. Baron Mountjoy, erbte er 1594 dessen Adelstitel als 8. Baron Mountjoy und wurde dadurch Mitglied des englischen House of Lords. 1587 war er zum Knight Bachelor geschlagen worden und 1597 wurde er als Knight Companion in den Hosenbandorden aufgenommen.
Blount war der erste Rivale von Robert Devereux, 2. Earl of Essex um die Gunst der englischen Königin Elisabeth I., wurde aber später sein Freund und Schwager. Er ging mit Essex 1597 auf die unglückliche Expedition nach den Azoren und folgte ihm 1600 als Gouverneur von Irland. Blount hatte bis 1602 die von Spanien unterstützte Rebellion unter Hugh O’Neill in Irland völlig niedergeworfen (Schlacht am Moyry Pass). Er behielt sein Amt unter König Jakob I., der ihn am 21. Juli 1603 zum Earl of Devonshire erhob.
Charles Blount heiratete 1605 Lady Penelope Devereux (1562–1607), geschiedene Gattin des Robert Rich, 3. Baron Rich, Tochter von Walter Devereux, 1. Earl of Essex, und Lettice Knollys, nachdem sie jahrelang unverheiratet zusammengelebt hatten, da Penelope erst 1605 geschieden wurde. Seine Ehefrau war mütterlicherseits eine Cousine (zweiten Grades) der englischen Königin Elisabeth I. Mit Penelope hatte er sieben Kinder, die jedoch alle vor ihrer Hochzeit geboren wurden und daher als illegitim galten, so dass seine erblichen Adelstitel mit seinem Tod 1606 erloschen. Sein ältester Sohn Montjoy Blount (1597–1665) wurde später zum Baron Mountjoy und zum Earl of Newport erhoben.